# حزب دموکراتیک خلق افغانستان
حزب دموکراتیک خلق افغانستان اصلی‌ترین حزب چپ‌گرا و مارکسیست لنینیست کشور افغانستان بود که یکم ژانویه سال ۱۹۶۵ تأسیس گردید.

## تاریخچه
در روز ۱۱ دی‌ماه ۱۳۴۳ در کابل و در منزل شخصی نورمحمد تره‌کی (نخستین رئیس‌جمهور تاریخ افغانستان) با حضور ببرک کارمل، نوراحمد نور، و شماری دیگر بنیاد گذارده شد.
این حزب دارای دو شاخه مستقل بنام‌های خلق و پرچم بود. در ظاهر این دو شاخه باهم متحد شدند اما هر کدام آن مشی سیاسی خود را داشت. شاخه پرچم خود را حزب زحمتکشان افغانستان و شاخه خلق خود را حزب پیشاهنگ طبقه کارگر افغانستان می‌خواند.
شاخهٔ پرچم را ببرک کارمل و شاخهٔ خلق را نورمحمد تره‌کی رهبری می‌کرد. این حزب در زمان حاکمیت نجیب الله نامش را تغییر داد و بنام حزب وطن یاد می‌شد. پس از آنکه دولت نجیب الله سقوط کرد رهبری حزب وطن در جلسه‌ای در وزارت خارجه افغانستان محمود بریالی را به مقام ریاست حزب برگزید و این حزب دوباره بنام حزب دموکراتیک خلق افغانستان یاد می‌شد. هم‌اکنون حزب وطن یکی از احزاب رسمی و مستقل می‌باشد.
پس از آنکه مجاهدین، قدرت را در افغانستان به دست گرفتند، تعداد زیادی از اعضای حزب کشته یا مجبور به فرار خارج به از کشور شدند؛ و حدود بیست حزب را بنامهای مختلف تأسیس نمودند از جمله حزب مردم در اروپا به رهبری داوود کاوش، حزب متحد ملی به رهبری نورالحق علومی و نهضت فراگیر دموکراسی و ترقی افغانستان به رهبری شیر بزگر در افغانستان یکی از قوی‌ترین حزب روشنفکران بشمار می‌آید. این حزب‌ها به صورت علنی فعالیت سیاسی دارند.
در سال ۱۹۷۸ این حزب رژیم محمد داوود خان را به وسیله انقلابی خونین سرنگون ساخت و دولت دمکراسی را ایجاد کرد و به کشور نام جمهوری دموکراتیک افغانستان داد و پسانتر این دولت خود با شورش مجاهدین اسلام‌گرا مقابله کرد. مجاهدین جنگی را به عنوان جهاد و با حمایت چند کشور بیرونی از جمله ایالات متحده آمریکا، عربستان سعودی و پاکستان و… ضد دولت جمهوری دموکراتیک آغاز کردند دولت افغانستان از دولت شوروی تقاضای کمک کرد که در نتیجه باعت اشغال افغانستان به وسیله ۱۲٬۰۰۰ نیروی مسلح روسی گردید.
حزب دموکراتیک خلق افغانستان اجرای اصلاحات سوسیالیستی و سکولاریستی را آغاز کرد؛ ولی تودهٔ مردم افغانستان به ویژه در مناطق روستایی از آن استقبال نکردند. رژیم در نتیجهٔ مقاومت مسلحانهٔ نیروهای مخالف در برابر اصلاحات سوسیالیستی به گونهٔ وسیع متزلزل گردید. بحران در نتیجهٔ مبارزه برای کسب قدرت بین رئیس‌جمهور نورمحمد تره‌کی و وزیر دفاع حفیظ‌الله امین به اوج خود رسید. تره‌کی کشته شد و امین مقام ریاست جمهوری را به عهده گرفت.
اتحاد جماهیر شوروی متقاعد گردید که دولت افغانستان را خطر بزرگِ واژگون شدن تهدید می‌کند؛ بنابراین به تاریخ ۱۹ دسامبر سال ۱۹۷۹ نیروهای خود را به این کشور فرستاد تا از این رژیم پشتیبانی کند و جنگجویان شبه‌نظامی مجاهدین را شکست بدهد. این اقدام شوروی که بر بنیاد آموزه‌ها و اصول لئونید برژنف  بنا نهاده شده بود، هرچند باعث سرد شدن روابط آن با ایالات متحده آمریکا گردید، برحق پنداشته می‌شد.
نیروهای شوروی در سال ۱۹۸۹ از افغانستان بیرون گردیدند و پس‌از آن آینده این حزب نیز به پایان خود نزدیک می‌شد.
سه سال پس از بیرون شدن ارتش شوروی رئیس‌جمهور افغانستان و رهبر حزب دموکراتیک خلق، محمد نجیب‌الله موافقت کرد تا به نفع دولت انتقالی از مقام خود کنار رود. مجاهدین به رهبری احمد شاه مسعود دولت جدید را تأسیس کردند. اما آن‌ها بزودی در نتیجهٔ جنگ‌های گروهی در درون مجاهدین به ویژه میان مسعود، حکمتیار و پسانترها طالبان از هم پاشیدند. طالبان در سال ۱۹۹۶ کابل را تسخیر کردند و نجیب‌الله را که در قرارگاه سازمان ملل اقامت داشت اعدام کردند.
پس از اینکه نیروهایی آمریکایی افغانستان را در ۲۰۰۱ اشغال کردند، تعدادی کوچک از اعضای این حزب به دولت حامد کرزی پیوستند و پسانتر هم به پارلمان راه یافتند.

## اعلام موجودیت علیه طالبان
پس از خروج آمریکا از افغانستان و به قدرت رسیدن مجدد طالبان، گروه‌های مختلفی علیه آن اعلام موجودیت کردند. در این میان چند نیروی مسلح نیز با وفادار خواندن خود به حزب دموکراتیک خلق افغانستان با انتشار ویدئویی در ۲۰ فروردین ۱۴۰۱ اعلام کردند که به محض صدور فرمان از سوی رهبری حزب قیام مسلحانه را آغاز خواهند کرد.